# 시베리아 수로
시베리아 수로(러시아어: Сибирские водные пути 시비르스키예 보드니예 푸티[*])는 시베리아에 도로가 부설되기 시작한 1730년대 이전까지 시베리아의 거의 유일한 교통로였다. 시베리아 벌판을 흐르는 큰 강들과 지류들을 이용한 수로교통은 러시아 제국이 광대한 시베리아 영토를 확보하고 식민화하는 과정에서 큰 중요성을 가지고 있었다.
시베리아의 3대 대하인 오브강, 예니세이강, 레나강이 모두 북극해로 흘러들어가기 때문에, 시베리아를 횡단하기 위해서는 이 큰 강들의 지류들 가운데 동서 방향으로 흐르는 지류를 찾고, 그 지류들 사이에 배를 육상으로 들고 옮겨야 하는 연수육로가 가장 짧은 경로를 찾아야 했다. 시베리아가 상대적으로 평탄했기 때문에 연수육로도 짧았다. 이 점에 더불어 시베리아 원주민들이 약했기 때문에 카자크들은 불과 57년만에 우랄산맥에서 태평양까지 팽창할 수 있었다.

## 같이 보기
- 대항해시대
- 네르친스크 조약